# Delta Amacuro
Delta Amacuro Venezuela 23 szövetségi államának egyike, az ország északkeleti részén helyezkedik el. Az egyik legkisebb lakosságú állam, 2011-ben mindössze 167 522-en lakták.

## Földrajz
Delta Amacuro Venezuela legkeletibb szövetségi állama, területének nagy része az Orinoco folyó esőerdővel borított, 50 m-es tengerszint feletti magasság alatt fekvő deltavidéke. Északon és északkeleten  egy 370 km hosszú partszakaszon az Atlanti-óceán határolja, Trinidad szigetétől kevesebb mint 15 km választja el. Keleten Guyanával (annak is a Venezuela által igényelt Guyana Esequiba nevű részével), délen Bolívar, nyugaton pedig Monagas állammal határos. 40 200 km²-es területével az ország hetedik legnagyobb állama.
Éghajlata a partvidék közelében szavannai, a belsőbb részeken trópusi. Egész évben meleg van, az éves átlaghőmérséklet 26 °C, délnyugaton egy fokkal magasabb. A legmagasabb átlagérték 31 °C, a legalacsonyabb 20,6 °C. Egy évben 1000–2000 mm csapadék hull.
Úthálózata fejletlen, körülbelül 500 km-nyi közúttal rendelkezik, amelyből 100 km aszfaltozott, ugyanennyi kaviccsal leszórt, a többi földút. A legfontosabb út a 15-ös, amely Tucupitából indul, és azt a Monagas állambeli Tembladorral, majd azon keresztül az ország nyugatabbi részeivel köti össze. Fontos szerepet játszik a vízi közlekedés, öt legfontosabb kikötője Tucupita, Capure, Pedernales, Volcán és Wausa. Egyetlen, viszonylag kis forgalmú repülőtere van, méghozzá Tucupitában.

### Közigazgatási beosztás
Az állam területét négy községre osztották:
- Tucupita
- Antonio Díaz
- Casacoima
- Pedernales

## Gazdaság
Az állam ásványkincsekben gazdag, legfontosabbak a folyami arany, a kvarc, az aszfalt, a bauxit, a vas, a higany, a kén, a tőzeg és a kőolaj. A legfontosabb termesztett növények a kukorica, a manióka, a banán, a rizs, a kakaó, a kókusz és az ananász, az állattenyésztésben a szarvasmarha és a bivaly játssza a főszerepet. Jelentős a halászat és az erdőgazdálkodás is, a legfontosabb halászkikötők Tucupita, Pedernales, Curiapo és Isla Misteriosa.

## Népesség
Bár az állam lakossága kicsi, de gyorsan növekszik:
| Év   | Lakosság |
| ---- | -------- |
| 2001 | 124 067  |
| 2011 | 167 522  |

A lakók mintegy háromnegyede a fővárosban, Tucipitában él, a többi területen főleg indiánok élnek, bár a folyóvizeknek a Mánamo folyó elzárása miatti sótartalom-növekedése miatt egyre többen vándorolnak ki a szomszédos Monagas államba. A legfontosabb helyi törzs a varaó (1992-ben a 21 125 fős indián lakosság 99,3%-át ők tették ki), akik leginkább partvidéki cölöpházakban élnek, hagyományosan halászatból és vadászatból éltek, manapság azonban sokan dolgoznak fűrésztelepeken vagy buritipálma-feldolgozó gyárakban. Rajtuk kívül jelen vannak araukánok és karibok is. A kreolok nagy része a Margarita-szigetről származik.

## Története
A területen régóta éltek indiánok, majd a 16. században a spanyol gyarmatosítók jelentek meg itt, azonban a harcos őslakók, az áthatolhatatlan őserdők, az élelmiszerhiány, valamint a holland, angol és francia kalózok támadásai miatt a betelepítés lassan és nehézkesen haladt. A legtöbb régi települést kapucinus, ferences és jezsuita misszionáriusok alapították, de a népesség egészen a 18. század elejéig nem nagyon emelkedett. 1725 után azonban a gyarmati kormányzat támogatásával a betelepülés lendületet vett.
Delta Amacuro mai területe kezdetben a Trinidad y Guayana nevű tartomány és kormányzóság részét képezte, majd 1777-ben a Venezuelai Kapitányság részévé vált. Fővárosát, Tucupitát 1848-ban alapította Juan Millán, Tomás Rodríguez, Julián Flores és Regino Güira. A függetlenség elnyerését követően Guayana része volt, amelyen belül 1873-tól az újonnan megalakult Zea megyéhez tartozott. A delta, mint önálló, Guayanától független közigazgatási egység, 1884. február 27-én jött létre Guzmán Blanco elnök jóvoltából Delta Szövetségi Terület néven, de fővárosa ekkor Pedernales lett, csak három évvel később került a központ Tucupitába. A terület első kormányzója Manuel Modesto Gallegos volt. 1893-ban ismét visszakerült Guayanához, majd Cipriano Castro elnöksége idején, 1901. április 27-én újra önálló lett: neve ekkor már Delta Amacuro Szövetségi Terület volt. Fővárosa San José de Amacuro lett, ám a főváros 1905. május 16-án ismét Tucupitába költözött. Ebben az évben a területet a következő községekre osztották fel: Amacuro, Curiapo, El Toro, Pedernales és Piacoa. 1936-ban újabb területi átszervezés következett, ekkor négy megyére (Amacuro, Antonio Díaz, Pedernales, Tucupita) lett felosztva, majd 1940-ben Amacuro megye megszűnt. 1991.
július 20-án a Nemzeti Kongresszus augusztus 3-án hatályba lépő rendeletével az addigi szövetségi területet szövetségi állam rangra emelte.

## Képek

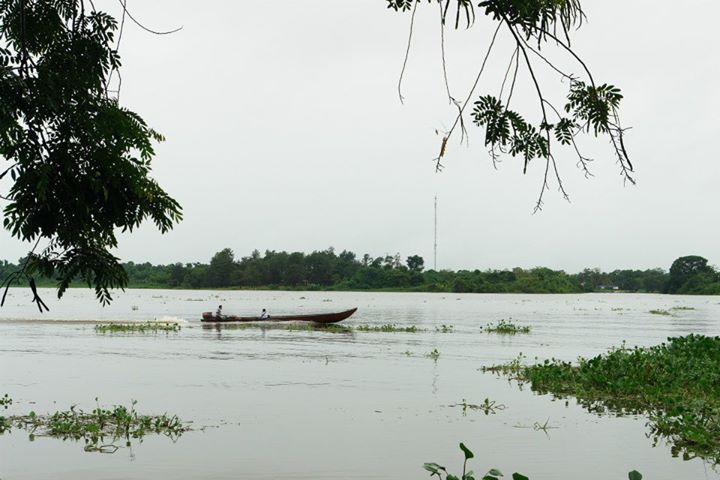
Tájkép
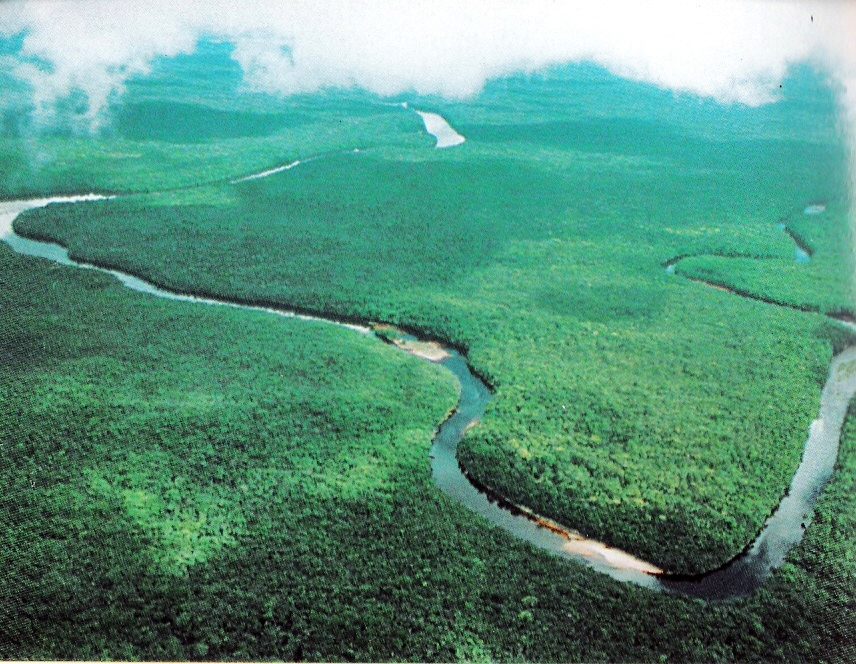
Légi felvétel az Orinoco-delta egy részéről
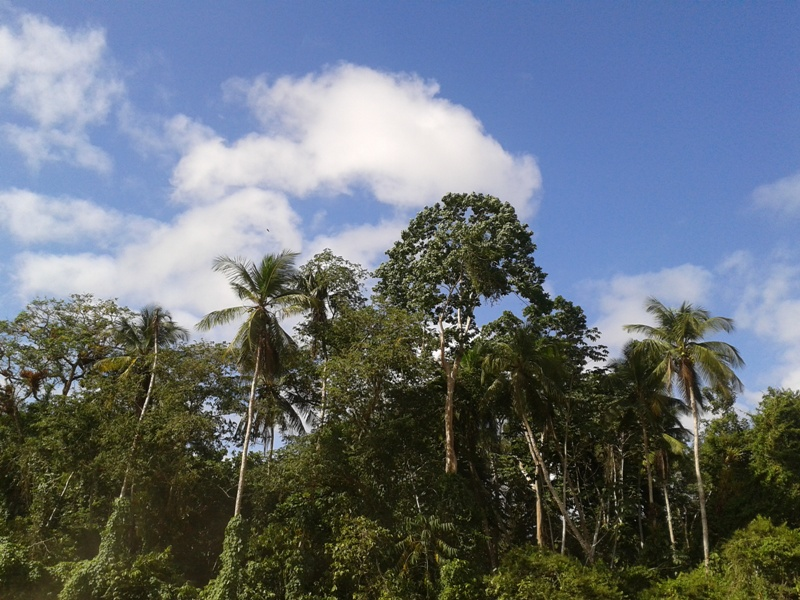
Őserdő
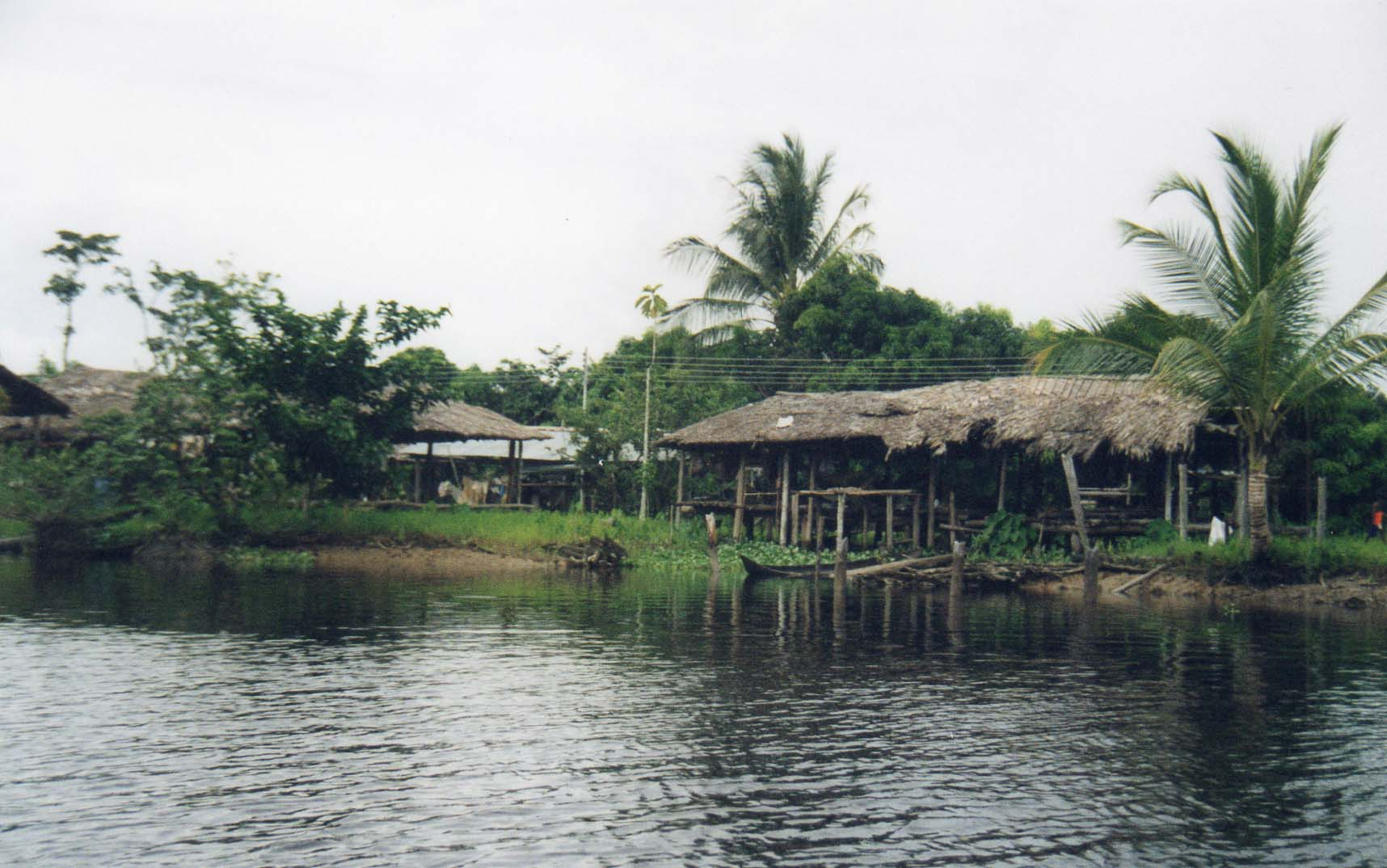
Varaó indiánok kunyhója
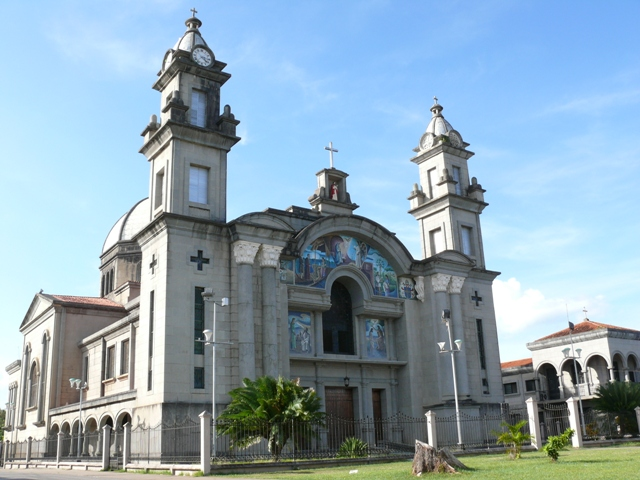
A tucupitai székesegyház